# Liste der Bodendenkmäler in Pöcking
Auf dieser Seite sind die Bodendenkmäler in der oberbayerischen Gemeinde Pöcking zusammengestellt. Diese Tabelle ist eine Teilliste der Liste der Bodendenkmäler in Bayern. Grundlage ist die Bayerische Denkmalliste, die auf Basis des Bayerischen Denkmalschutzgesetzes vom 1. Oktober 1973 erstmals erstellt wurde und seither durch das Bayerische Landesamt für Denkmalpflege geführt wird. Die folgenden Angaben ersetzen nicht die rechtsverbindliche Auskunft der Denkmalschutzbehörde.

## Bodendenkmäler der Gemeinde Pöcking

### Bodendenkmäler in der Gemarkung Aschering
| Lage                 | Objekt | Akten-Nr.     | Bild |
| -------------------- | --- | ------------- | ---- |
| Aschering (Standort) | Verebnete Grabhügel mit Bestattungen der Bronzezeit, Körpergräber des frühen Mittelalters sowie Burgstall des hohen Mittelalters (Bürgel). | D-1-8033-0069 |      |
| Aschering (Standort) | Grabhügel mit Bestattungen der Hallstattzeit.                                                                                              | D-1-8033-0070 |      |
| Aschering (Standort) | Grabhügel vorgeschichtlicher Zeitstellung.                                                                                                 | D-1-8033-0079 |      |
| Aschering (Standort) | Grabhügel vorgeschichtlicher Zeitstellung.                                                                                                 | D-1-8033-0080 |      |
| Aschering (Standort) | Grabhügel vorgeschichtlicher Zeitstellung.                                                                                                 | D-1-8033-0149 |      |
| Aschering (Standort) | Untertägige mittelalterliche und frühneuzeitliche Befunde im Bereich der Katholischen Filialkirche St. Sebastian in Aschering.             | D-1-8033-0188 |      |

### Bodendenkmäler in der Gemarkung Maising
| Lage               | Objekt | Akten-Nr.     | Bild |
| ------------------ | --- | ------------- | ---- |
| Maising (Standort) | Grabhügel mit Bestattungen der Hallstattzeit und der römischen Kaiserzeit.                                                      | D-1-8033-0082 |      |
| Maising (Standort) | Villa rustica und Körpergräber der späten römischen Kaiserzeit.                                                                 | D-1-8033-0084 |      |
| Maising (Standort) | Verebnete Grabhügel vorgeschichtlicher Zeitstellung.                                                                            | D-1-8033-0085 |      |
| Maising (Standort) | Trichtergrubenfeld vor- und frühgeschichtlicher Zeitstellung.                                                                   | D-1-8033-0087 |      |
| Maising (Standort) | Untertägige mittelalterliche und frühneuzeitliche Befunde im Bereich der Katholischen Filialkirche St. Bartholomäus in Maising. | D-1-8033-0185 |      |

### Bodendenkmäler in der Gemarkung Perchting
| Lage                 | Objekt                                                                            | Akten-Nr.     | Bild |
| -------------------- | --------------------------------------------------------------------------------- | ------------- | ---- |
| Perchting (Standort) | Grabhügel mit Bestattungen der Hallstattzeit und der frühen römischen Kaiserzeit. | D-1-8033-0089 |      |

### Bodendenkmäler in der Gemarkung Pöcking
| Lage               | Objekt | Akten-Nr.     | Bild |
| ------------------ | --- | ------------- | ---- |
| Pöcking (Standort) | Grabhügel mit Bestattungen der Hallstattzeit und der frühen Latènezeit.                                                           | D-1-8033-0065 |      |
| Pöcking (Standort) | Grabhügel mit Bestattungen der Hallstattzeit und der frühen Latènezeit.                                                           | D-1-8033-0066 |      |
| Pöcking (Standort) | Burgstall des hohen und späten Mittelalters (Possenhofen).                                                                        | D-1-8033-0067 |      |
| Pöcking (Standort) | Untertägige frühneuzeitliche Befunde im Bereich von Schloss Possenhofen und seines Vorgängerbaus mit Schlossmauer und Parkanlage. | D-1-8033-0174 |      |
| Pöcking (Standort) | Untertägige spätmittelalterliche und frühneuzeitliche Befunde im Bereich der Katholischen Filialkirche St. Ulrich in Pöcking.     | D-1-8033-0180 |      |
| Pöcking (Standort) | Siedlung der Hallstattzeit. | D-1-8033-0208 |      |